# コンチネンタル・ミクロネシア

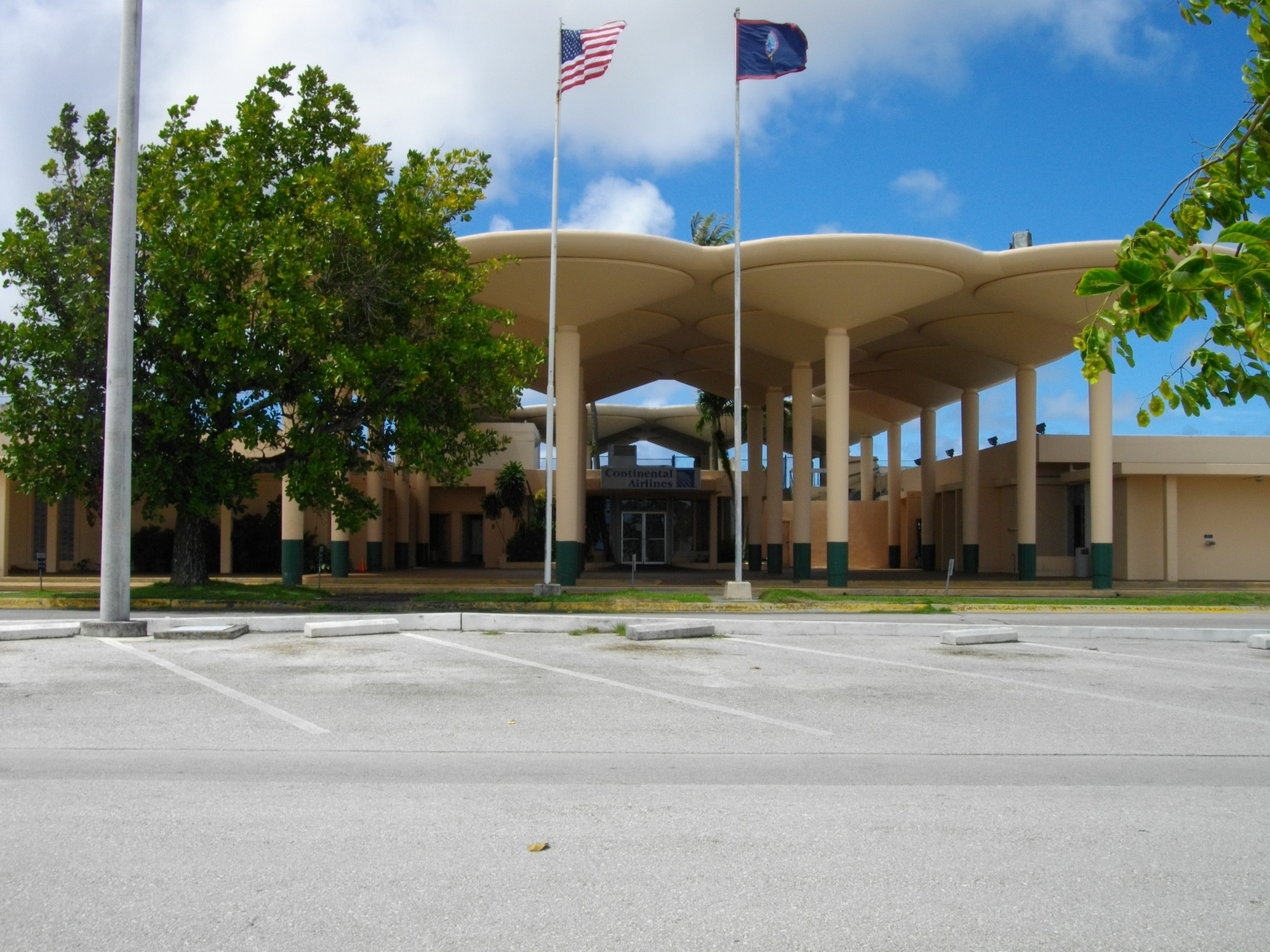
グアム国際空港旧ターミナルビル - コンチネンタル・ミクロネシアの本部

コンチネンタル・ミクロネシア (Continental Micronesia) はかつて存在していたアメリカの航空会社。コンチネンタル航空の子会社であり、2010年12月22日、コンチネンタル航空へ統合された。
旧名はエア・ミクロネシア。グアムを拠点とし、日本、ミクロネシア、ポリネシア、ハワイ、東南アジア、オーストラリアへ就航していた。なお、会社そのもののIATAコードはCSだが、晩年にはコンチネンタル航空のCOを使用していた。ニックネームはエアー・マイク。

## 路線
- 日本路線
  - グアム - 東京/成田（週21便）
  - グアム - 大阪/関西（週14便）
  - グアム - 名古屋/中部（週14便）
  - グアム - 札幌/新千歳（週2便）
  - グアム - 仙台（週4便）
  - グアム - 新潟（週2便）
  - グアム - 岡山（週2便）
  - グアム - 広島（週4便）
  - グアム - 福岡（週7便）
  - グアム - 沖縄/那覇（週4便）
- その他の路線
  - グアム - サイパン、ロタ、ケアンズ、パラオ（ヤップ経由もあり）、ヤップ、 マニラ（ヤップ、パラオ経由もあり）、チューク、ポンペイ、コスラエ、クワジャリン、マジュロ、ジョンストン、ナンディ、ホノルル
  - グアム - チューク - ポンペイ - コスラエ - クワジャリン - マジュロ - ホノルル
グアム - ホノルル間のうち、上記マジュロ、ポンペイなどを経由するCO956/957便は「アイランド・ホッパー」と呼ばれ、コンチネンタル航空を吸収合併したユナイテッド航空に引き継がれている。交代操縦士と整備士が同乗し、客室乗務員はマジュロで交替。米軍基地であるクワジャリン島では降機および窓からの写真撮影が禁止されている[1]。

## 機材
晩年はボーイング767-400ERおよび737-700/800の2機種に統一されていた。767-400ERは、成田 - グアム線、グアム - ホノルル線で使用され、また767-400ERには「ビジネスファーストクラス」20席が設定されており、エコノミークラスも含めた全席に個人用液晶モニターが装備されていた。一方、737は、グアムをハブとするCSネットワークのうち、767-400ERが就航する路線を除く全ての路線に充当されていた。ビジネスクラスを含め、個人用液晶モニターは設置されていなかった。なお、全ての737には燃費向上に効果のある「ブレンディッド ウィングレット」が装備されていた。
古くはボーイング727、747、757、マクドネル・ダグラス DC-10などが使用されてきたが、727に関しては、-200adv型以前ばかりの-100型、DC-10も国際線仕様の-30型ではなく米国内線仕様でセンターギアのない初期型の-10型がほとんどであった。
コンチネンタル航空本体からの他に欧州で活躍した機材からの中古が数多かったことも特徴である。中古元で一番多いのはルフトハンザドイツ航空とアリタリア-イタリア航空で、以下スイス航空、イベリア・スペイン航空、オリンピック航空と続くものであった。これらはグアムベースで動いていて、アイランドホッピング輸送の後ホノルルを介して機材メンテナンスでロサンゼルスなどへ定期便で送り込むことが多かった。

### 使用された機材
- ボーイング727-100/200
- ボーイング737-700/800
- ボーイング747-200
- ボーイング757-200
- ボーイング767-400ER
- マクドネル・ダグラス DC-10-10/30

### ギャラリー

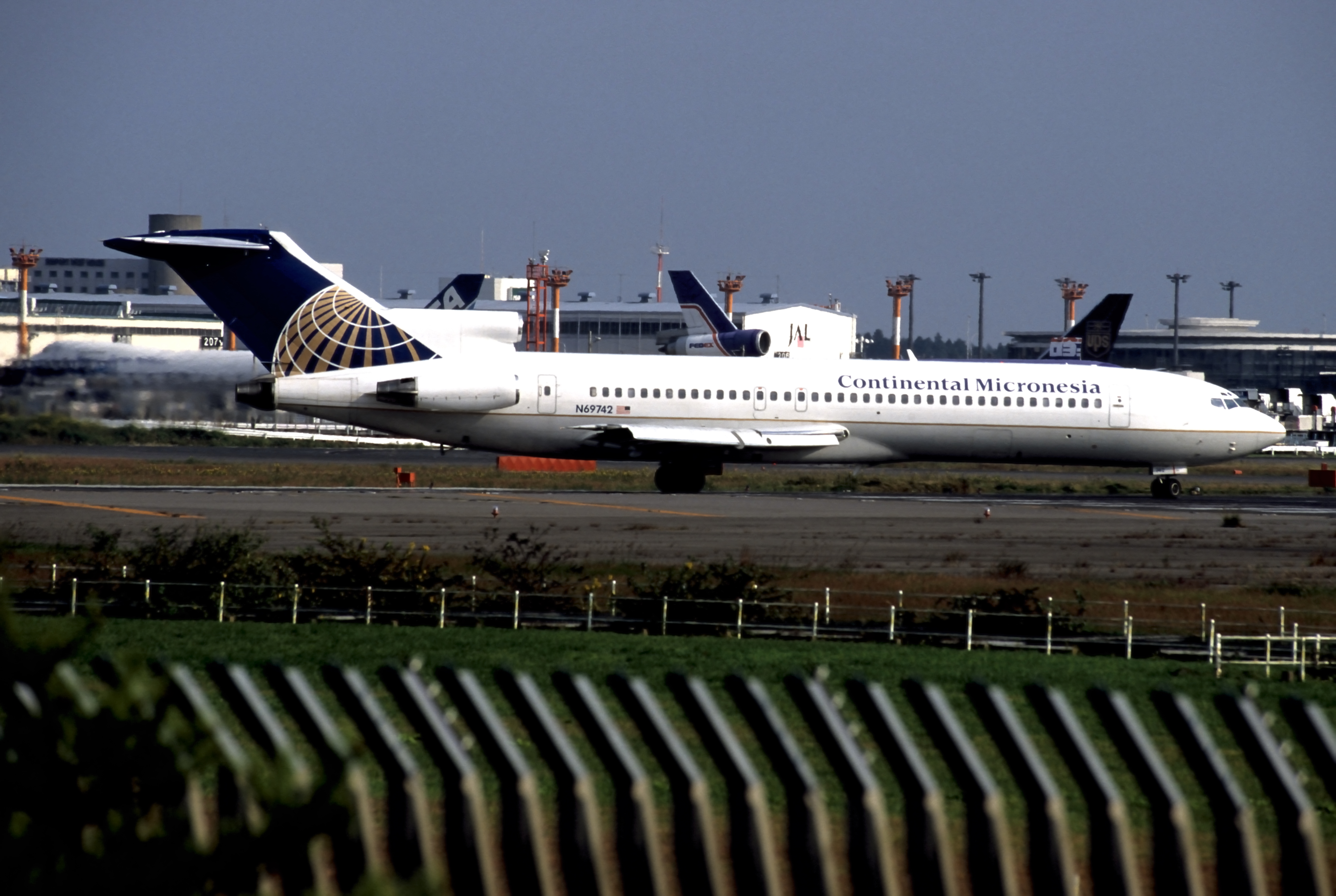
ボーイング727-200
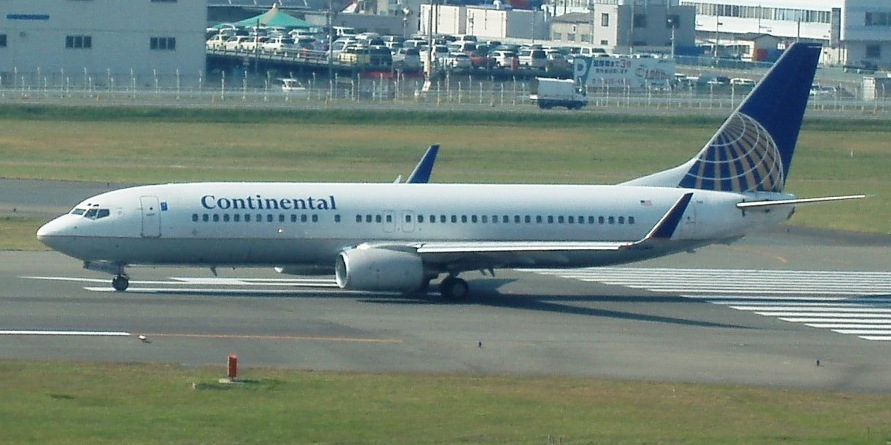
ボーイング737-800
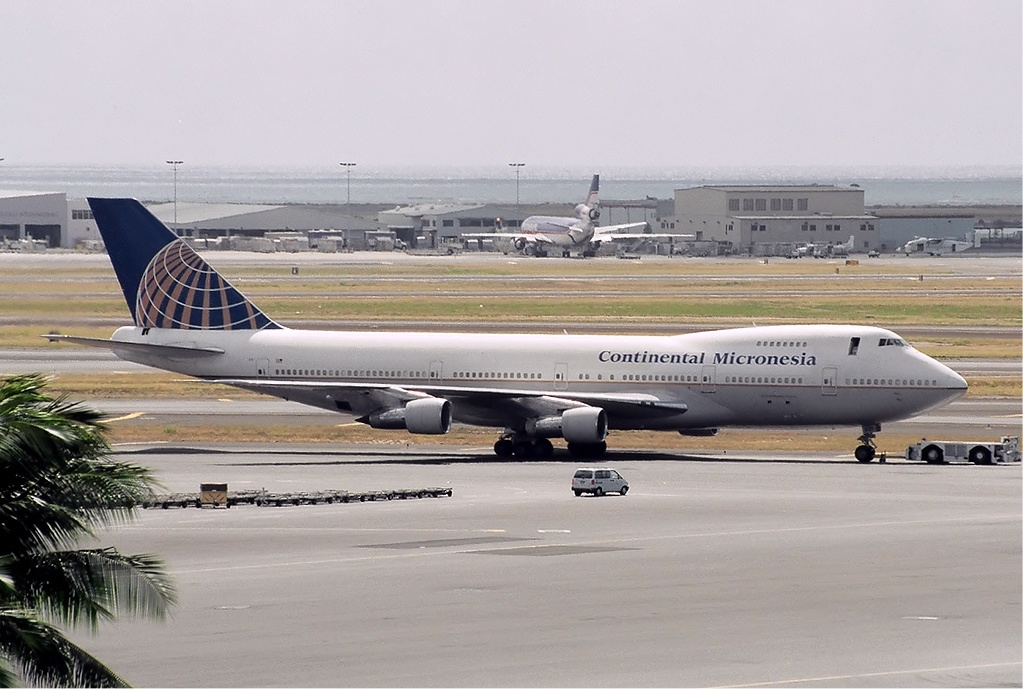
ボーイング747-200B
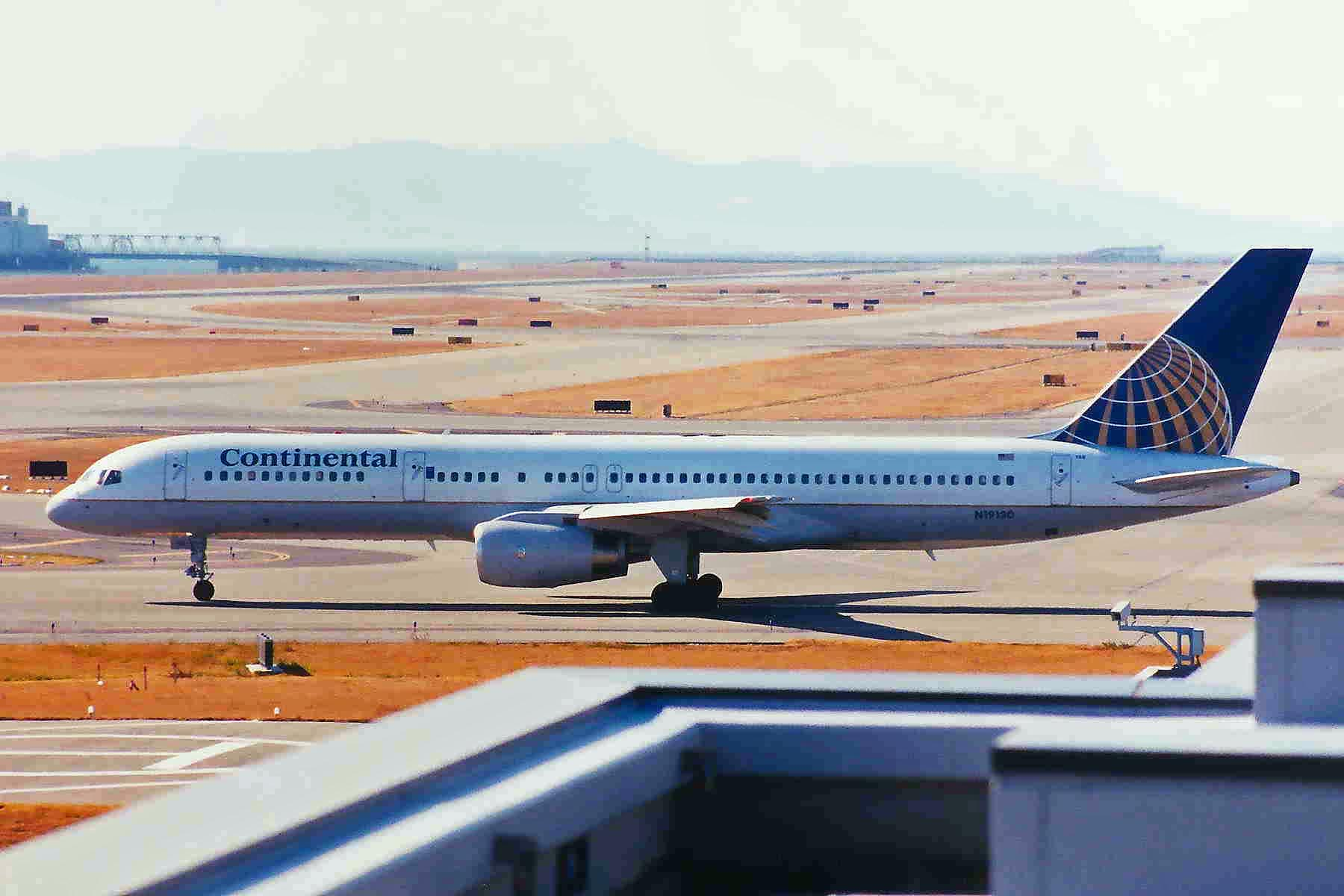
ボーイング757-200
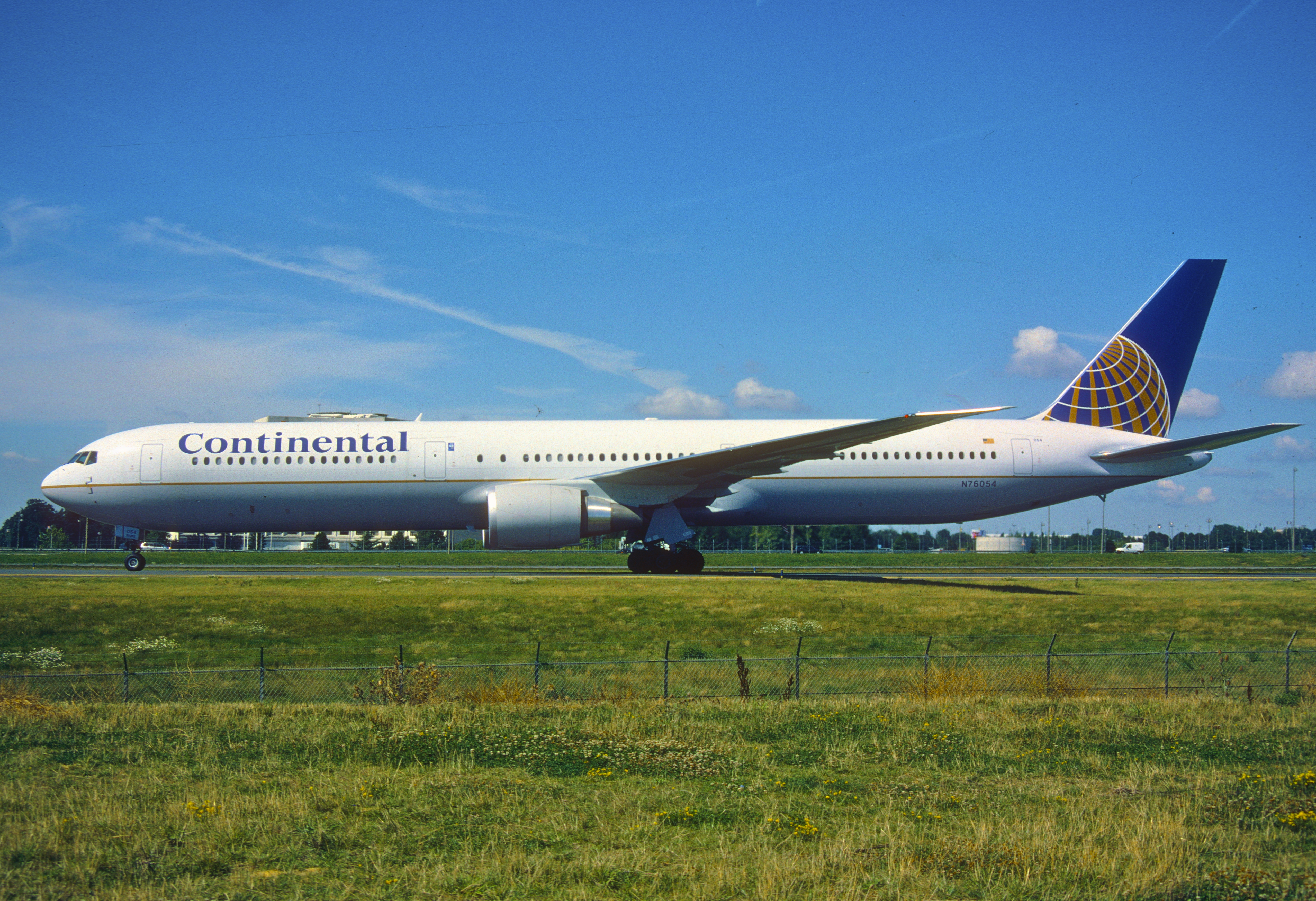
ボーイング767-400ER
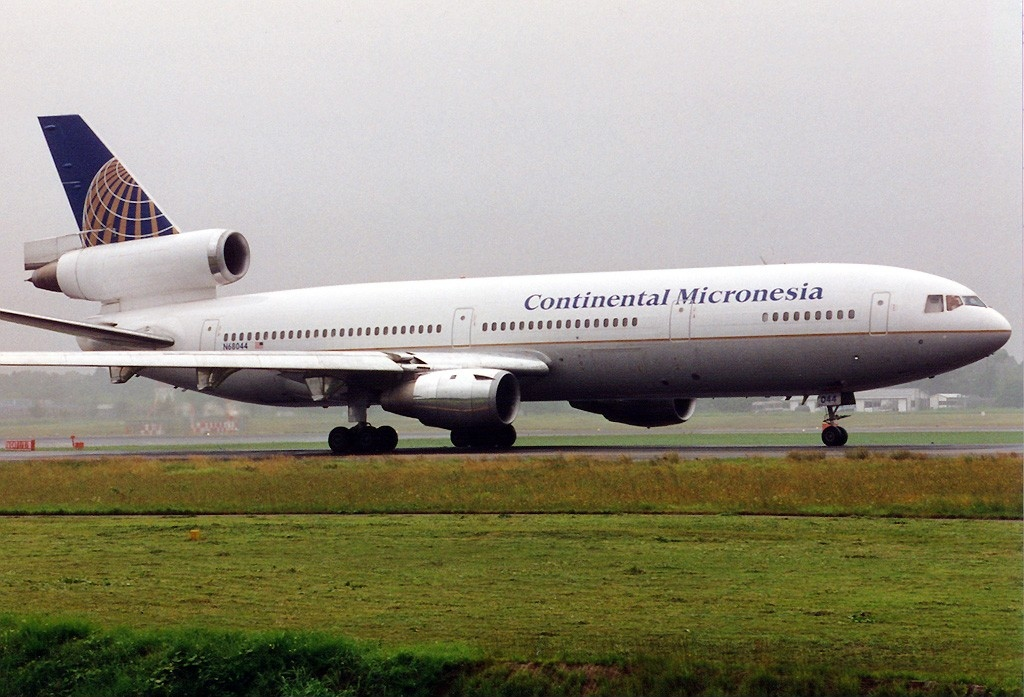
マクドネル・ダグラス DC-10-10